# Leopoldstadtský templ
Leopoldstadtský templ byla největší vídeňská synagoga. Stála ve vídeňském okresu Leopoldstadt. Oficiálně nesla název „Das Israelitische Bethaus in der Wiener Vorstadt Leopoldstadt“ („Israelitská modlitebna na vídeňském předměstí Leopoldstadt“). Postavena byla r. 1858 podle plánů architekta Ludwiga Förstera v novorománsko-maurském slohu. Třikrát členěné průčelí s dominantní centrální částí lemovanou dvěma menšími křídly po stranách se stalo oblíbenou předlohou mnoha pozdějších synagogálních staveb, například Španělské synagogy v Praze, synagogy Tempel v Krakově, synagogy v Záhřebu, Velké synagogy Edirne, Templul Coral v Bukurešti nebo Velké synagogy Dohányi v Budapešti.
Synagoga byla vypálena během Křišťálové noci 10. listopadu 1938.

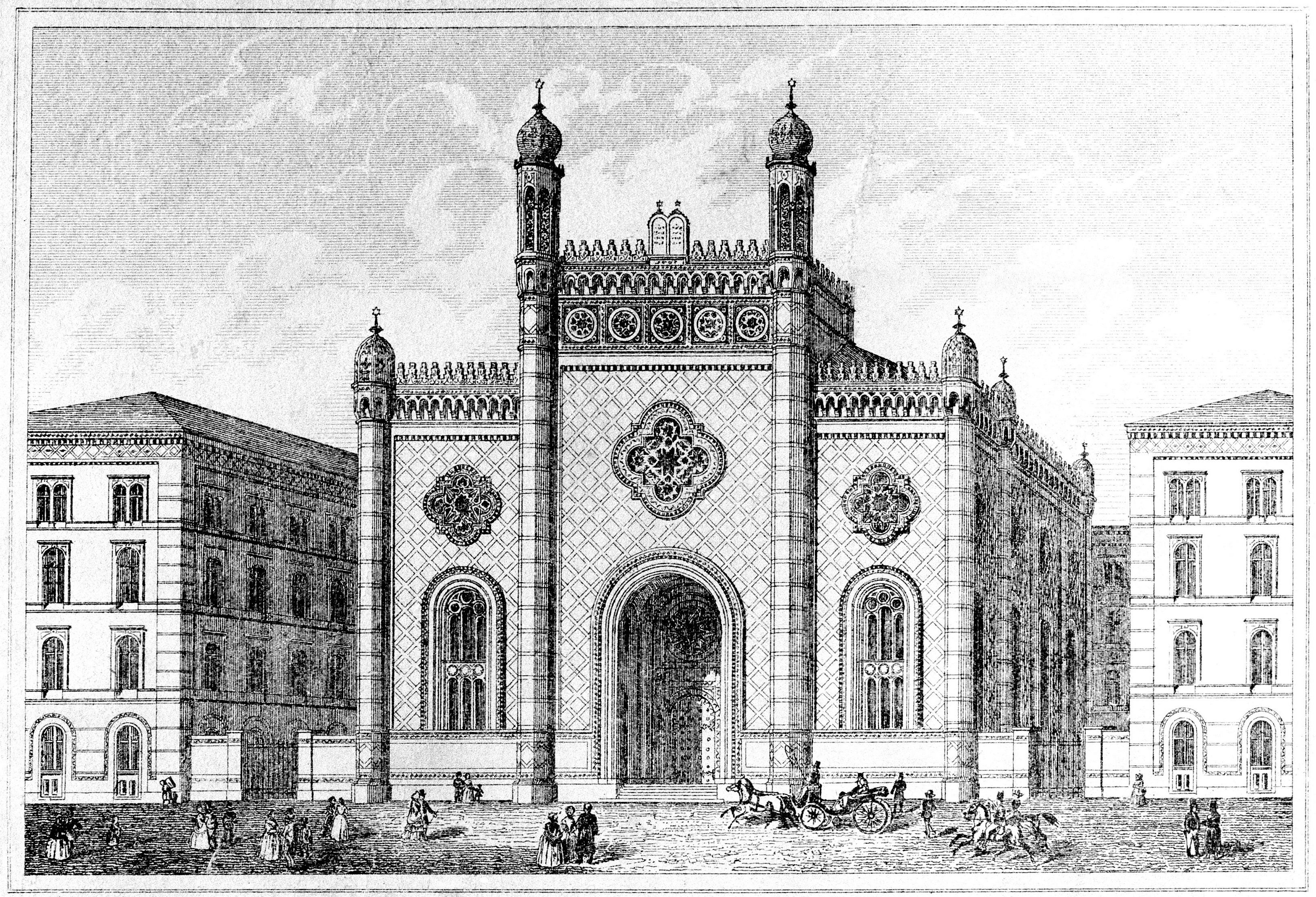
Leopoldstadtský templ (1858)